# 中坑 (新北市)
中坑，是台灣新北市的一個地名，範圍在中和區西南部，包括今之嘉慶里東南角、灰磘里西北角及東北角除外部分、錦中里大部分、中正里東南角、錦和里、錦昌里、錦盛里。

## 歷史
台灣清治末期至日治前期，中坑為一街庄，稱為「中坑庄」，隸屬於擺接堡。該庄北與四十張庄、漳和庄為鄰，東及南與南勢角庄為鄰，西邊為廷藔坑庄。
1920年（日治大正九年），該庄改制並雅化為「中坑」大字，隸屬於臺北州海山郡中和庄。當時該大字下設有「牛埔」、「灰磘」小字名。戰後中和庄改制為中和鄉，隸屬於臺北縣，牛埔劃為「牛埔村」，灰磘劃為「灰磘村」。1958年中和、永和分治時，中坑地區仍屬中和鄉。1978年中和鄉改制為中和市，村亦改制為里。2010年臺北縣改制為新北市，中和市改制為中和區。由於人口增加，如今該地區已細分為多個里。

## 交通
福爾摩沙高速公路（國道3號）穿越中坑地區中部，在境內設有中和交流道。

## 學校
- 錦和高中（部分）
- 錦和國小

## 寺廟
- 圓通禪寺